# Меттью Картер (стрибун у воду)
Меттью Картер (англ. Matthew Carter, 11 вересня 2000) — австралійський стрибун у воду.
Призер Ігор Співдружності 2018 року.